# Mascate e Omã
Mascate e Omã (em árabe: مسقط وعمان) ou Império Omani era um país que abrangia nos dias atuais o Sultanato de Omã e partes dos Emirados Árabes Unidos. O país não é para ser confundido com Trégua de Omã (Estados de Trégua), que foram xerifados sob proteção britânica desde 1820.

## Era expansionista
Diferenças históricas sempre existiram entre o Sultanato costeiro mais secular, rico, navegante de Mascate e as tribos do interior. Embora os territórios estavam sob o controle nominal dos Sultões de Mascate, que eram, na prática dirigidos por líderes tribais e os imãs conservadores de Omã, os praticantes da seita ibadita do Islã.

A bandeira do Imamado de Omã (1856-1970). Esta era uma bandeira branca com o um Canjar o brasão de armas no canto superior esquerdo. O Canjar é usado ainda hoje na bandeira do Sultanato de Omã

O Sultanato de Mascate possuía uma poderosa força naval, o que permitiu a criação de um império marítimo que datam da expulsão dos portugueses em 1650 até o século XIX, por vezes englobando o Omã atual, os Emirados Árabes Unidos, no sul do Baluchistão, e Zanzibar e a costas adjacentes do Quênia, Tanzânia e Moçambique. O Sultanato de Mascate, também se envolveu em um comércio de escravos muito lucrativo através do leste da África. Recentemente, um pedido foi feito por um ministro de Omã, sugerindo que o Sultanato controlasse as Ilhas Mascarenhas que eram suas no século XV.[carece de fontes?]

## O Império
Após se iniciar a Era Expansionista o Sultanato de Omã e Mascate veio a se tornar um real Império Marítimo. No ano de 1698 o Sultanato conquistou o arquipélago de Zanzibar (no qual era dividido em diversas tribos), assim tendo suas primeiras possessões na África Oriental. Após esta conquista, foi criado o Sultanato de Zanzibar, um subordinado do Omã-Mascate. 
O Sultanato era dividido em três principais entidades: o Imamado do Omã, Sultanato de Mascate e Sultanato de Zanzibar. o Imamado do Omã e o Sultanato de Zanzibar eram subordinados ao Sultanato de Mascate.

## Consolidação e declínio

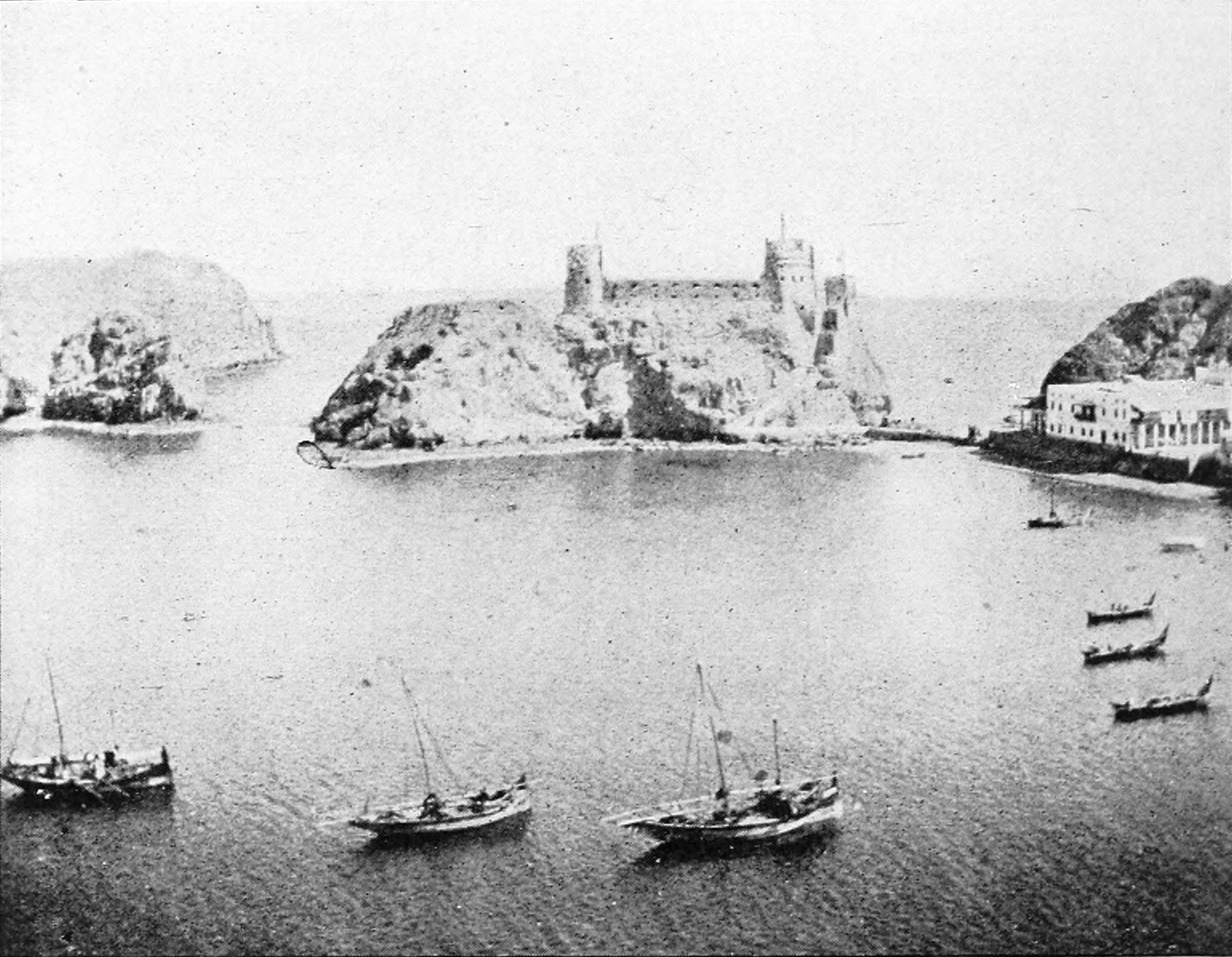
Porto de Mascate em 1903

No início da década de 1820, o Sultanato perdeu a maior parte de seus territórios no Golfo Pérsico, que se tornou a Estados de Trégua sob a proteção britânica. O quinto Sultão da dinastia Alçaíde, disse que ibne Sultão, consolidou participações territoriais do Sultanato e interesses econômicos e Omã prosperou. No entanto, a frota Omani foi incapaz de competir com as frotas europeias mais avançadas tecnicamente e o Sultanato perdeu grande parte do comércio com o Sul da Ásia.
Em 4 de junho de 1856, Saíde ibne Sultão morreu sem nomeação de um herdeiro ao trono e os membros da dinastia Alçaíde estariam em desacordo com uma régua. Através da mediação britânica, dois governantes foram nomeados a partir do clã Alçaíde, o terceiro filho do Sultão, Thuwaini bin Said se tornou governante do continente. Seu sexto filho, Majide ibne Saíde, tornou-se governante do Sultanato de Zanzibar em 19 de outubro de 1856. Os Sultões de Zanzibar foram obrigados a pagar um tributo anual para Mascate.
O Sultanato de Mascate estava regularmente sob ataque das tribos devotas ibadita que ressentiam a influência dos povos costeiros mais seculares. O Sultanato foi, porém, capaz de defender-se com a ajuda britânica. Esta separação histórica continuou durante grande parte do século XX, com o Sultão Taimur ibne Faiçal conceder autonomia limitada ao Imamado de Omã sob o clero ibadita através do Tratado de Seebe, em 1920.
A última posse no exterior, o porto de Gwadar no Golfo de Omã, que foi cedido para o Paquistão em 1958.

## Insurgência e a perfuração de petróleo
A descoberta de petróleo no Golfo Pérsico agravou a disputa entre o Sultão de Mascate e os Imãs de Omã. A exploração de petróleo começou no início de 1920 pela Anglo-Persian Oil Company. A evolução da Segunda Guerra Mundial interrompeu severamente tais atividades. O último imame de Omã, Galibe ibne Ali, começou uma revolta em 1954, quando o Sultão concedeu licenças para a Iraq Petroleum Company, apesar do fato de que os maiores campos de petróleo estavam dentro do imamado. As hostilidades foram contidas em 1955, mas o conflito já não iria evoluir para uma rebelião, onde o Sultão Saíde ibne Taimur se baseou fortemente e contínuo com o apoio militar britânico. Iraq Petroleum Company, juntamente com o seu operador de exploração de petróleo, Petroleum Development Oman, eram propriedades das gigantes petrolíferas europeias, incluindo a Anglo-Persian Oil Company que sucedeu a British Petroleum, que incentivaram o governo britânico para estender o seu apoio ao Sultão. A insurgência irrompeu novamente em 1957, quando a Arábia Saudita começou a apoiar os rebeldes ibaditas, mas, eventualmente, o sultão foi capaz de estabelecer a preeminência sobre a maior parte do território. No mesmo ano, as forças britânicas bombardearam a cidade de Nizua, a capital do imamado, e derrubou a teocracia ibadita. Galibe ibne Ali foi para o exílio na Arábia Saudita e as últimas forças rebeldes foram derrotadas, dois anos depois, em 1959. O Tratado de Seebe foi encerrado e o imamado autônomo de Omã foi abolido.
A frequência dos rebeliões como a Rebelião Dhofar, instigada pelo governo comunista do Iêmen do Sul,  motivou os britânicos a suplantar o Sultão. Os britânicos escolheram o filho do Sultão, Qabus bin Said Al Said, que estava trancado no palácio, porque seu pai paranoico temia um golpe. Cabus ibne Saíde, com a ajuda das forças militares britânicas, encenou um golpe bem sucedido e foi proclamado Sultão de Mascate e Omã em 1970. Os territórios recém-consolidados, juntamente com Mascate foram reorganizados no Sultanato de Omã unificado dos dias atuais até agosto de 1970.
Em 1976, novamente com ajuda britânica, o Sultão garantiu seu domínio sobre todo o território e suprimiu a rebelião Dhofar.

### Sultanato de Soar
O Sultanato de Soar durou de 1920 até 1932. Em 1920, o Xeque Ali Banu Bu Ali, um parente do Sultão Taimur ibne Faiçal, rebelou-se no norte da cidade de Soar e proclamou-se Sultão, mas foi deposto pelos britânicos em 1932.